# On3-radio
on3-radio war ein digitales und Internet-Hörfunkprogramm des Bayerischen Rundfunks. Das Programm war aus den ehemaligen Jugendprogrammen Das Modul und Bavarian Open Radio entstanden.
Das Programm war auf junge Hörer ausgerichtet und sollte über die eigene Website unter dem Dachnamen on3 auch multimediale Angebote wie Podcasts, Fotos und Texte mit dem Radioprogramm verbinden. Die Musikauswahl war breit angelegt und grenzte sich bewusst gegen die Mainstream-Musikauswahl kommerzieller Programme ab; 20 Prozent der Titel in der Medium Rotation sollten von einheimischen Bands kommen.

## Geschichte
„Das Modul“ war ein digitales Hörfunkprogramm des Bayerischen Rundfunks und hatte seinen Sendebetrieb zum Jahresbeginn 2003 aufgenommen. Das Programm stand unter dem Motto „Just the music“ und war zunächst in meist zweistündige unmoderierte „Module“ in den Bezeichnungen Chillout, Hit, Hiphop, Dance und Alternative eingeteilt, in denen ununterbrochen Musik des jeweiligen Genres gespielt wurde. Zudem gab es seit dem 1. September 2004 montags bis freitags ab 20 Uhr die halbstündige Sendung Deutschstunde, die ausschließlich deutschsprachige Musik beinhaltete, und im Anschluss ab 20:30 Uhr eine Wiederholung des Zündfunks.
Seit dem 8. Oktober 2007 sendete „Das Modul“ unter dem Titel „Bavarian Open Radio“ 24 Stunden täglich die Musik der Bands, die auf dem sendereigenen „Bavarian Open Festival“ aufgetreten sind. Gesendet wurden Live-Versionen und Album-Tracks der Bands, Werke von Newcomern und Shooting-Stars aus der Region sowie internationaler Indie-, HipHop und Elektro-Größen. Täglich gab es drei Stunden Live-Programm von 16 bis 20 Uhr.
Zum 5. Mai 2008 erfolgte die Umbenennung in on3radio.
Am 30. März 2009 wurde die neue Dachmarke on3 für sämtliche trimedial gestützte Jugendangebote des Bayerischen Rundfunks lanciert. Davon betroffen ist neben on3-radio auch on3-südwild vom Bayerischen Fernsehen sowie die neue ARD-alpha-Sendung für Nachwuchsinterpreten, on3-startrampe.
Am 18. April 2013 wurde bekannt und am 8. Mai offiziell bestätigt, dass on3-radio am 15. Mai 2013 durch einen neuen Hörfunksender mit dem Namen PULS ersetzt wird. Der Name PULS fungiert auch als Ersatz für die bisherige Dachmarke on3. Am 28. April 2013 hat der BR die Internetadressen puls.fm und deinpuls.de aktiv geschaltet und am 15. Mai 2013, 00:00 Uhr, wurde aus on3-radio PULS, das neue Jugendprogramm des Bayerischen Rundfunks.

## Logos

„Das Modul“
„Bavarian Open Radio“
„on3radio“
„on3-radio“
„PULS“